# سهره پس‌سرطلایی
سهره پس‌سرطلایی (نام علمی: Pyrrhoplectes epauletta) یکی از گونه‌های سهره از خانواده سهرگان راستین از جنس تک‌نماد Pyrrhoplectes است.
این گونه در بوتان، چین، هند، میانمار و نپال یافت می‌شود و زیستگاه طبیعی آن جنگل معتدل است.